# Twincharger
Twincharger é denominação adotada pelo Grupo Volkswagen para a utilização conjunta de turbo e compressor em um motor. O primeiro propulsor a ser oferecido ao mercado com esta tecnologia é o 1.4 TSI Twincharger, que tem duas variantes de 170 e 140 cv e equipa modelo como o Golf e a Touran. 